# Lysidin
Lysidin ist ein Imidazolinderivat, also eine fünfgliedrige organische Verbindung. Es wurde im Jahre 1894 von Albert Ladenburg erstmals beschrieben.